# RIVA 128

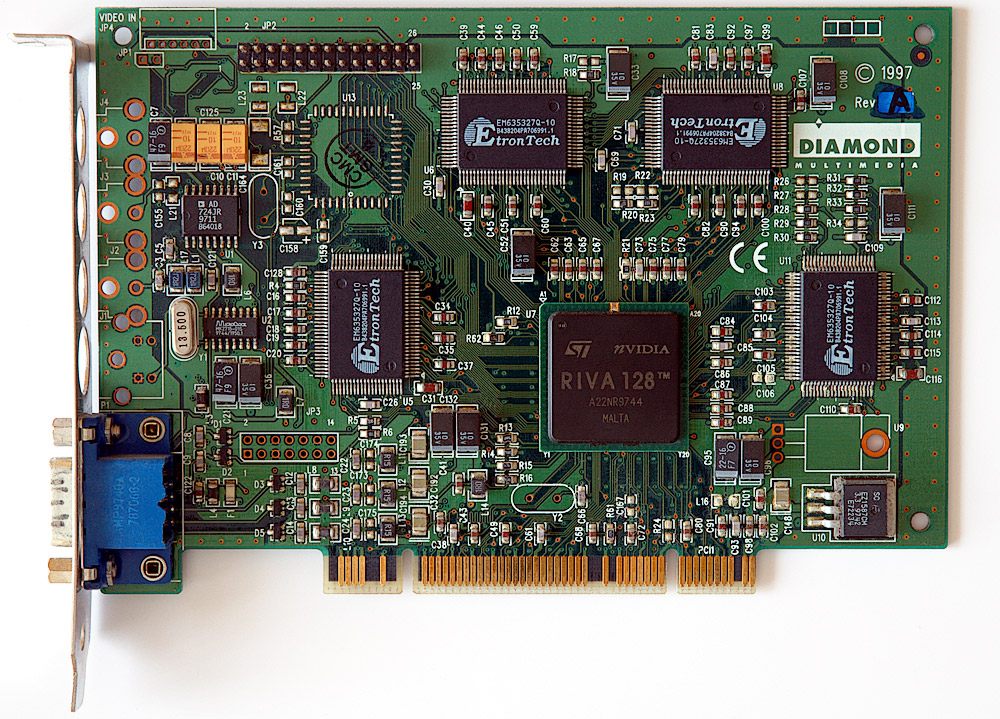
Karta Nvidia Riva 128

RIVA 128 (NV3) – akcelerator grafiki 2D/3D pierwszej generacji, którego produkcja została rozpoczęta przez koncern Nvidia w 1997 roku.
Układ NV3 potrafił zaadresować maksymalnie do 4 MB pamięci SGRAM, posiadał RAMDAC 230 MHz i obsługę AGP 1x (264 MB/s). Jego następcą jest układ RIVA 128ZX posiadający obsługę do 8MiB pamięci SGRAM, RAMDAC 250MHz, AGP 2x (528 MB/s) oraz sprzętowe wsparcie dla krawędziowego antyaliasingu.
Karty z chipsetem RIVA 128 oraz RIVA 128 ZX dostępne były również w wersji na magistralę PCI.